# Pont autoroutier de Givors
Le pont autoroutier de Givors est un pont situé dans la métropole de Lyon qui enjambe le Rhône et qui accueille l'autoroute A47. Il est actuellement toujours en service.

## Histoire

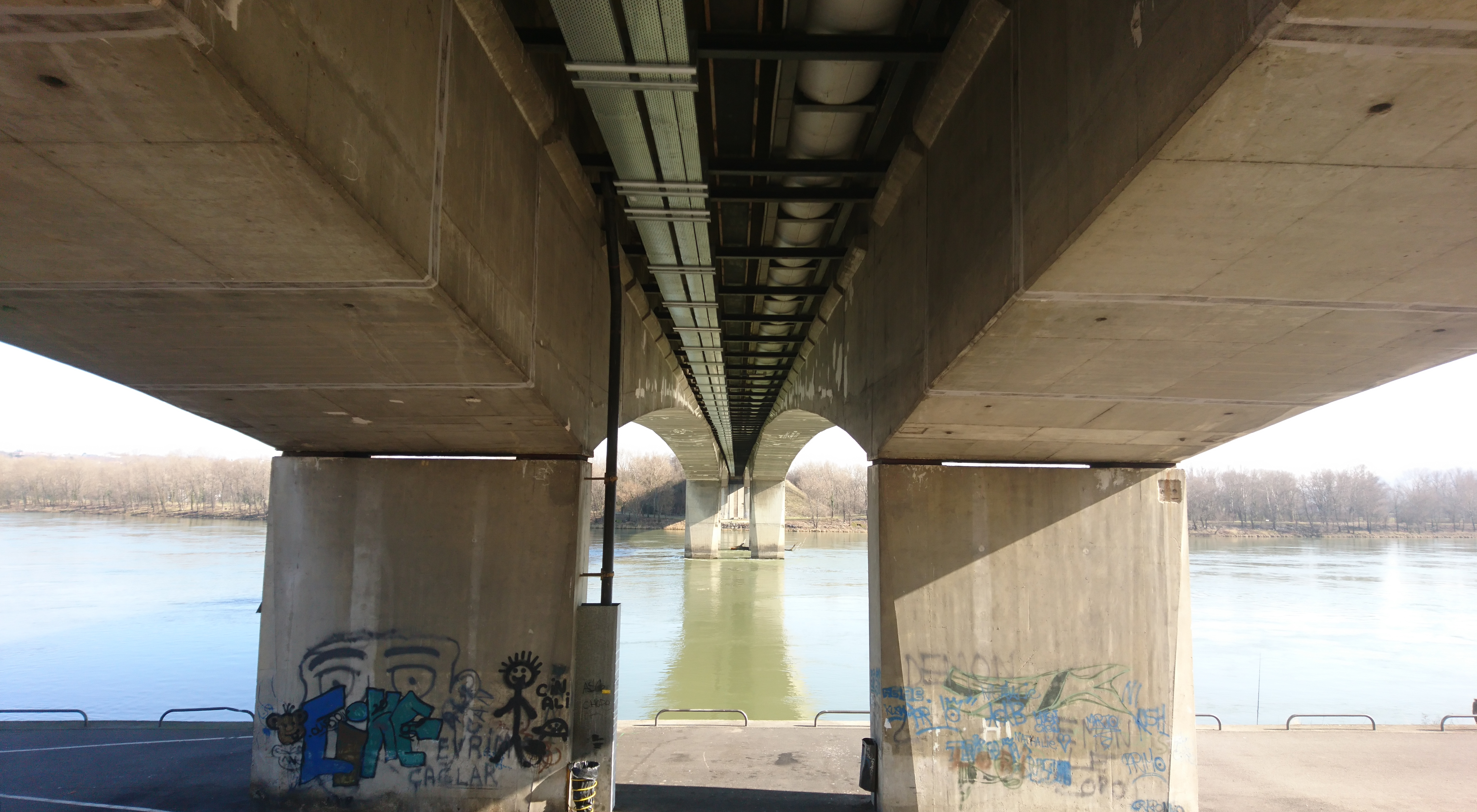
Vue du dessous du pont.

Dès 1961, la construction d'un nouveau pont sur le Rhône au niveau de la commune de Givors est projetée pour relier l'autoroute A47, entre Saint-Étienne et Givors, et l'autoroute A7 qui est sur la rive gauche du Rhône et passe par la commune de Ternay. Il est alors envisagé un ouvrage de deux travées de 136 m de portée chacune, à trois chaussées distinctes : deux chaussées latérales de 7 m pour les voies autoroutières et une chaussée centrale de 6 m réservée à la circulation locale. Un concours pour ce projet de pont autoroutier est lancé en 1966 : il est prévu qu'il comportera trois travées de 111 m, 66,60 m et 111 m de portée. Les entreprises Campenon-Bernard (Paris) remportent finalement le marché de construction avec un ouvrage en béton précontraint de cinq travées de dimensions alternées (30 m - 110 m - 20 m - 110 m - 30 m). Le pont se situe entre le viaduc ferroviaire dit de la Méditerranée, en amont, et le pont suspendu dit pont de Chasse, en aval. Le coût de construction de l'ouvrage est 8 millions de francs.